# Liên đoàn bóng đá Luxembourg
Liên đoàn bóng đá Luxembourg (tiếng Luxembourg: Fédération luxembourgeoise de football; tiếng Pháp: Fédération Luxembourgeoise de Football; tiếng Đức: Luxemburger Fußballföderation) là tổ chức quản lý, điều hành các hoạt động bóng đá ở Luxembourg. Liên đoàn quản lý đội tuyển bóng đá quốc gia Luxembourg, tổ chức các giải bóng đá như vô địch quốc gia và cúp quốc gia. Liên đoàn bóng đá Luxembourg gia nhập FIFA năm 1910 và UEFA năm 1954.

## Danh sách các Chủ tịch
- Max Metz (1903 – 1913)
- Jules Fournelle (1913 – 1915)
- René Leclère (1915 – 1917)
- J. Geschwind (1917 – 1918)
- Guillaume Lemmer (1918 – 1920)
- Gustave Jacquemart (1921 – 1950)
- Émile Hamilius (1950 – 1961)
- Albert Kongs (1961 – 1968)
- René Van Den Bulcke (1969 – 1981)
- Remy Wagner (1981 – 1986)
- Norbert Konter (1986 – 1998)
- Henri Roemer (1998 – 2004)
- Paul Philipp (2004 – nay)